# Ольшевский, Альфонс
Альфонс Ольше́вский (пол. Alfons Olszewski, 5 апреля 1916, Гданьск) — польский яхтсмен, участник  летних Олимпийских игр 1936 года.

## Биография
Ольшевский родился в Гданьске в семье Францишека и Софьи Козловских. Окончил гимназию в Гданьске в 1937 году.
В 1936 году принял участие в летних Олимпийских играх 1936 года в соревнованиях по парусному спорту 6-метрового R-класса, занял 11 место.
Во время Второй Мировой войны содержался в концентрационном лагере Штуттгоф ныне г. Штутово). После войны был участником яхт-клуба. Жил в Сопоте.